# Evi Milh
Evi Milh (Oostende, 30 augustus 2000) is een Belgisch gymnaste, actief in het tumbling.

## Levensloop
Mihl is afkomstig uit Oostende en aldaar aangesloten bij Turnclub De Zeester.
Ze behaalde driemaal brons op een Europees kampioenschap (2021, 2022 en 2024) in het teamevent van het tumbling. Op het EK van 2021 te Sotsji vormde ze een team met Tachina Peeters en Laura Vandevoorde en in 2022 te Rimini maakte ze samen met Sofie Rubbrecht, Tachina Peeters en Laura Vandevoorde deel uit van de Belgische equipe. In 2024 te Guimarães bestond het team naast Mihl uit Louise Van Regenmortel, Sara Neyrinck en Tachina Peeters.